# Laurent Cassegrain

Strahlengang eines Cassegrain-Teleskop

Laurent Cassegrain (* ca. 1629 in Chartres; † 31. August 1693 in Chaudon (Eure-et-Loir)) war ein katholischer Priester. Er ist Erfinder und Namensgeber des Cassegrain-Teleskops.
Es gibt wenige Aufzeichnungen über sein Leben:
- Er arbeitete als Lehrer der Wissenschaften am Collège de Chartres, einem französischen Lycée.
- Die Erfindung des Teleskops wird ihm aufgrund eines Manuskripts zugeschrieben, das Marqui de Bercé in einem Briefwechsel erwähnt, welcher von Jean-Baptiste Denis, infolge der Erfindung des Newtonteleskops, auszugsweise veröffentlicht wird.
- Er publizierte eine Denkschrift über Sprachrohre

Der Mondkrater Cassegrain ist nach ihm benannt. Der genaue Vorname war zur Benennung 1970 noch nicht geklärt, auch  Guillaume, Jaques, Nicolas, Jean und Giovanni wurden genannt. Ein Asteroid (44110) Cassegrain wurde 2022 nach ihm benannt.